# Vincent DiMartino
Vincent « Vinnie » DiMartino (né le 9 octobre 1972) est principalement connu pour son travail à Orange County Choppers (OCC), apparaissant dans l'émission de télévision américaine American Chopper (2002 - 2007). En août 2007, DiMartino  quitte Orange County Choppers et fonde V-Force, un magasin de motos personnalisées à Rock Tavern (New York). Quelques mois plus tard Cody Connelly, un ami et collègue de DiMartino à Orange County Choppers le rejoindra à V-Force.
Connu sous le nom « Vinnie », il est né en 1972 de John et Margaret DiMartino. DiMartino et son épouse Melissa ont trois filles, Vanessa et les jumelles Isabelle et Ava.